# 페노미나
《페노미나》(영어: Phenomena)는 1985년 개봉한 이탈리아의 공포 영화이다. 다리오 아르젠토가 감독과 공동각본을 맡았다.

## 출연

### 주연
- 제니퍼 코넬리

### 조연
- 다리아 니콜로디
- 달리아 디 라자로
- 패트릭 보초우
- 도널드 플레젠스

## 기타
- 미술: 루치아노 스파도니
- 의상: 조르지오 아르마니